# Noussair Mazraoui
Noussair Mazraoui (en arabe : نصير مزراوي), (en berbère : ⵏⵓⵚⴰⵢⵔ ⵎⵣⵔⴰⵡⵉ  ) né le 14 novembre 1997 à Leyde aux Pays-Bas, est un footballeur international marocain jouant au poste d'arrière droit à Manchester United.
Formé à l'Ajax Amsterdam, il passe par l'équipe des Jong Ajax pendant deux saisons aux côtés de Matthijs de Ligt et Abdelhak Nouri avant d'intégrer l'équipe première entraînée par Erik ten Hag en fin de saison 2017-2018. Jeune joueur talentueux, il est particulièrement bien intégré dans l'agressivité du jeu ajacide. Il gagne en notoriété en 2018 en Ligue des champions, dans le cœur du jeu de la génération dorée de l'Ajax Amsterdam, lui permettant de gagner son premier titre majeur individuel du meilleur talent de la saison de l'Ajax Amsterdam. Il fait également partie du Club des Cent. Transféré au Bayern Munich en 2022, il remporte la Supercoupe d'Allemagne et est sacré champion de la Bundesliga en fin de saison 2022-2023.  
Mazraoui est connu pour être un joueur polyvalent. Formé en tant que milieu de terrain, il est converti en tant qu'arrière droit à l'Ajax Amsterdam avant de devenir un joueur cadre dans le poste d'arrière gauche en équipe nationale. Il peut également évoluer en tant qu'ailier droit dans une formation offensive. 
Il possède également la nationalité néerlandaise. Après une présélection avec l'équipe des Pays-Bas -15 ans en 2013, il finit par opter pour la sélection du Maroc, où il devient un joueur cadre, prenant part à la CAN 2019, la Coupe du monde 2022 et la CAN 2023.

## Biographie

### Carrière en club

#### Naissance et jeunesse
Noussair Mazraoui, souvent surnommé « Nous »,, naît à Leyde à l'ouest des Pays-Bas de parents marocains originaires du quartier Ben Hassan de Tétouan, une ville située au nord du Maroc. Il grandit dans la ville d'Alphen-sur-le-Rhin à quelques kilomètres de La Haye. Son père, Mustafa Mazraoui, quitte le Maroc dans les années 1980 pour les Pays-Bas. Il a un frère, Naoufal et une sœur, Fatine. Il possède la double nationalité néerlandaise et marocaine.
Jouant régulièrement au football avec ses amis dans son quartier, son père l'inscrit dans le club le plus proche, l'AVV Alphen (nl). Il y joue deux ans avant d'être transféré au Alphense Boys (nl). « Étant jeune, on était tous les deux de grands supporters de Zinédine Zidane, des Oranges et des Lions de l'Atlas. » déclare son petit frère Naoufal Mazraoui au média NOS. Élève studieux à l'école, il a pour objectif de devenir avocat aux Pays-Bas. Il étudie également les langues : le néerlandais, l'anglais et l'allemand. Il débute à ses dix-sept ans les études de droit dans les matières des sciences de l'éducation en université ayant pour but d'empocher un VWO-diploma (Baccalauréat universitaire). 

#### Ajax Amsterdam

##### 2006-2016: Formation et incertitudes à l'Ajax Amsterdam
Âgé de huit ans, l'Ajax Amsterdam recrute Noussair Mazraoui dans la catégorie des U9. Il dispute de nombreux tournois jusqu'à la catégorie des U17 où il figure régulièrement sur le banc. Par conséquent, Mazraoui pense qu'il a peu de chances d'intégrer l'équipe première de l'Ajax Amsterdam et a tendance à perdre son optimisme. Il déclare dans une interview en 2018 : « Des fois on m'appelait, des fois on m'appelait pas... C'était un peu chiant de faire le trajet d'Alphen-sur-le-Rhin jusqu'à Amsterdam pour qu'à la fin, je ne fasse aucune entrée en jeu. J'ai vu beaucoup de personnes se faire virer. Je me sentais à un moment mis de côté par le club. Je me suis beaucoup posé la question de savoir pourquoi est-ce que je ne jouais pas. Est-ce que j'étais nul pendant les entraînements ? Je pense que beaucoup de joueurs sont passés par cette période. ».
Le joueur voit ses rêves de devenir un footballeur professionnel s'écrouler. Il rajoute : « A coté du football, j'étais également à l'école où j'étudiais les sciences de l'éducation. J'avais pour but de continuer mes études et d'étudier le droit afin de devenir avocat car j'aimais bien la communication. Souvent, lors de cette mauvaise période, je me posais la question de pour savoir si c'était une bonne idée de continuer le football ». Ayant la peur de jouer au football, il est motivé par Marcel Keizer (entraîneur des Jong Ajax en deuxième division néerlandaise) en 2016 à continuer le sport et à ne pas décourager.

##### 2016-2018: Premières minutes en équipe A

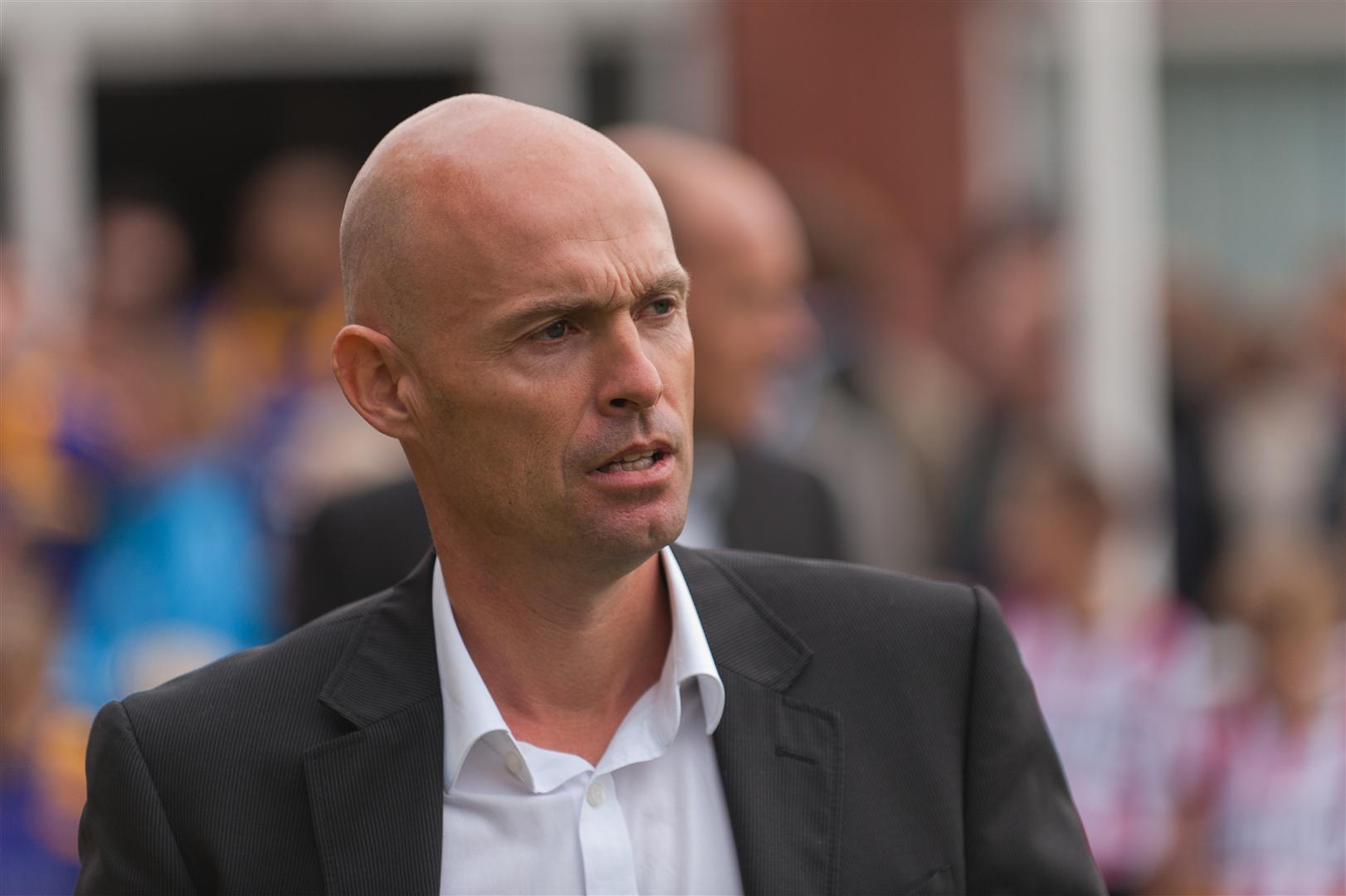
Marcel Keizer (ici en 2011) le lance en deuxième division néerlandaise.

En début de saison 2016-2017, Noussair Mazraoui figure sur la liste des convoqués pour participer aux stages des Jong Ajax, l'équipe B de l'Ajax Amsterdam évoluant en deuxième division néerlandaise. Marcel Keizer, l'entraîneur, voit en Noussair Mazraoui un joueur capable d'évoluer au plus haut niveau. Il décide de lui laisser une chance de prouver son savoir-faire sur le terrain. Noussair Mazraoui quitte alors l'effectif des U18 pour intégrer l'équipe des Jong Ajax évoluant en deuxième division néerlandaise.
Le 12 août 2016, il fait officiellement ses débuts professionnels sous no 7 dans un match de championnat en deuxième division face à l'Almere City (victoire, 1-4). Quelques jours après ses débuts professionnels dans le football, il met un terme à ses objectifs universitaires. Étant le seul joueur à ne pas avoir reçu de contrat depuis le début de saison, Noussair Mazraoui réclame son départ en fin de saison 2016-2017. Dès l'arrivée de Michael Reiziger à la tête des Jong Ajax en début de saison 2017-2018, l'entraîneur décide de faire de Noussair Mazraoui un élément indispensable dans l'effectif du Jong Ajax. Mazraoui reçoit alors son premier contrat et dispute la saison 2017-2018 aux côtés de joueurs comme Abdelhak Nouri ou Donny van de Beek. Il joue dans ce club en tant que milieu offensif ainsi qu'ailier droit et inscrit 11 buts en 53 matchs, ce qui attire l'intérêt de l'équipe première de l'Ajax Amsterdam, en manque d'un joueur possédant le même profil que Mazraoui. Il reçoit régulièrement des convocations avec l'équipe du Maroc -20 ans avec à sa tête le Néerlandais Mark Wotte.

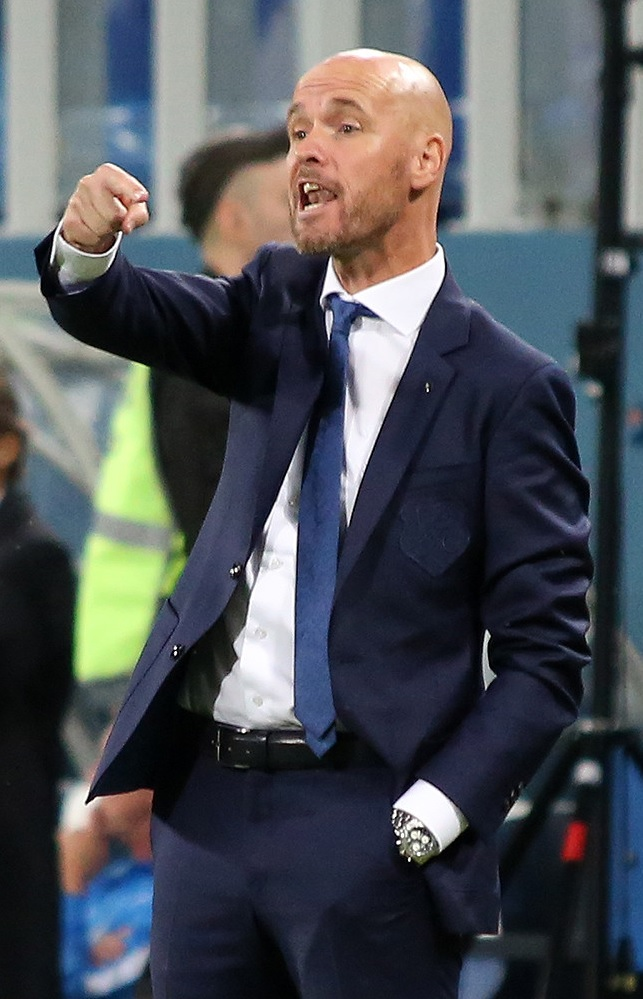
Erik ten Hag décide d'intégrer Mazraoui dans le onze type ajacide.

Le 21 janvier 2018, l'entraîneur Erik ten Hag arrive à la tête du club. L'entraîneur, connu pour intégrer les meilleurs jeunes dans la tanière de l'équipe première, repère Noussair Mazraoui chez les Jong Ajax et lui donne l'occasion de faire ses preuves en équipe première sous le numéro no 40, lors d'une période délicate. L'entraîneur néerlandais cite : « Quand j'ai commencé à l'Ajax en janvier, je connaissais Noussair par son nom mais je ne connaissais pas toutes ses qualités. Cela a changé rapidement, car la première semaine, au camp d'entraînement au Portugal, il m'a déjà fait très bonne impression. À cette époque, il était clair qu'il était encore fragile. Nous avons commencé à travailler dans les mois qui ont suivi en concertation avec le personnel médical. Un bon plan a été élaboré à cette fin afin qu'il puisse se développer physiquement et devenir plus imposant. Ce processus s'est bien passé, mais après, c'est au joueur de le faire lui-même », analyse-t-il. Ce dernier fait souvent appel à Mazraoui pour le tester dans le poste d'arrière droit en défense dans l'équipe première de l'Ajax Amsterdam. En fin de saison 2017-2018 en Eredivisie, avec l'exclusion de Lasse Schöne en équipe première, Mazraoui en profite et remplace souvent le joueur danois dans le poste de milieu relayeur. Après de belles prestations, l'entraîneur décide d'intégrer définitivement le joueur dans son onze de base pour la fin de saison 2017-2018, l'utilisant dans le poste de latéral droit, mais aussi dans le poste de milieu récupérateur. Lors de cette période, malgré une absence de Noussair Mazraoui désormais actif avec l'équipe première, les Jong Ajax remportent le championnat de deuxième division des Pays-Bas, Mazraoui présent dans les tribunes, ayant joué la totalité des matchs en début de saison, fête le titre en rejoignant ses coéquipiers de début de saison, recevant également la médaille de champion.

##### 2018-2021: Demi-finaliste en Ligue des champions et double champion des Pays-Bas

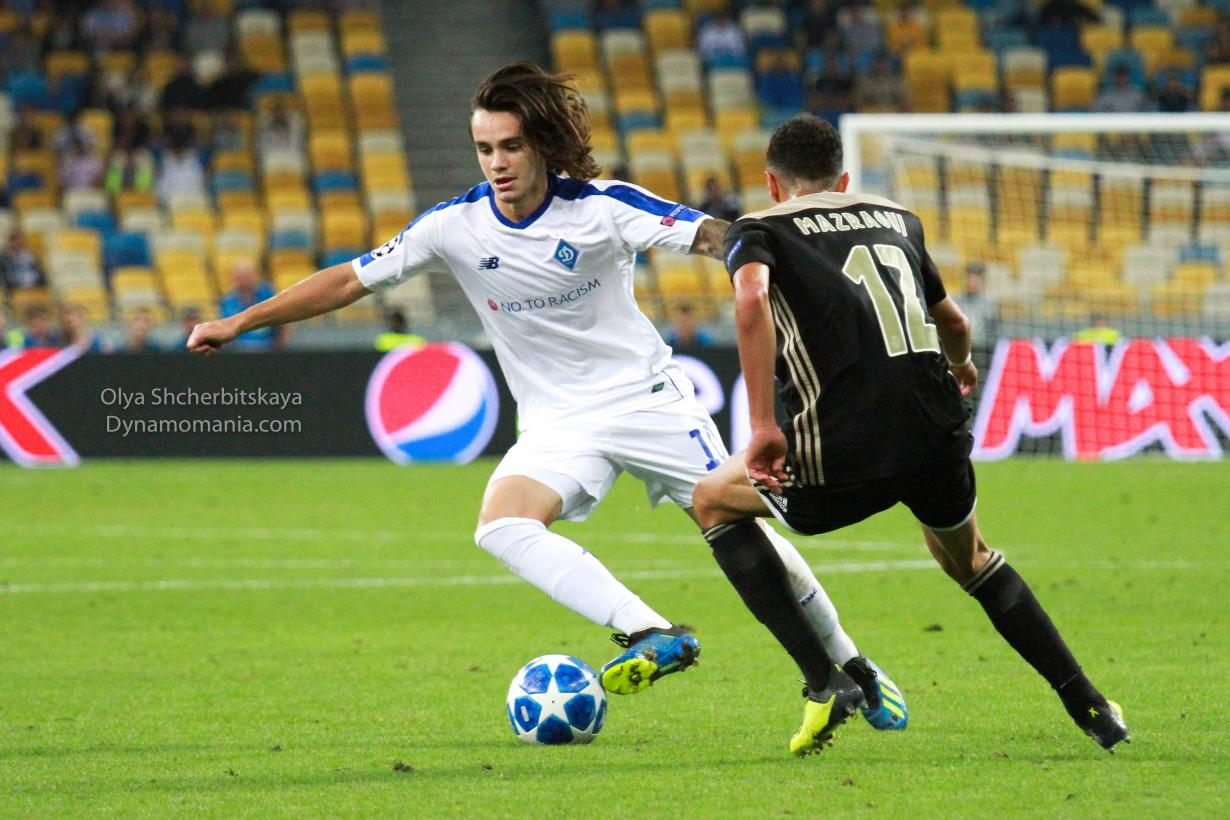
Mazraoui en duel contre Mykola Chaparenko en août 2018.

Ayant fait bonne impression lors des matchs de présaison sous Erik ten Hag, Noussair Mazraoui prend part en août 2018 aux matchs de barrages de la Ligue des champions face au Standard de Liège et le Dynamo Kiev, avec ses coéquipiers en équipe nationale Zakaria Labyad et Hakim Ziyech. Choisissant le no 12, le joueur forme avec Ziyech (no 22), le no 34 en hommage au numéro de son coéquipier Abdelhak Nouri, victime d'un arrêt cardiaque avant d'être plongé dans un coma artificiel à la suite de lésions cérébrales, et toujours à l'hôpital. En début de saison 2018-2019, l'Ajax dépense presque 10 millions d'euros pour se renforcer sur son flanc avec Luis Manuel Orejuela et Rasmus Nissen. Sauf que c'est Noussair Mazraoui qui devient titulaire après avoir convaincu l'entraîneur en fin de saison précédente.
Il participe ainsi à la Ligue des champions en tant que titulaire à l'âge de vingt ans, jouant comme premier match de poule l'AEK Athènes (victoire, 3-0). À l'occasion de son deuxième match de Ligue des champions, il marque son premier but, le but égalisateur face au Bayern Munich à la 24e minute (match nul, 1-1). Très étonné de soi-même, il déclare à propos de Franck Ribéry : « Oui, pour être honnête, j'étais nerveux lors des premiers duels. Il vient à toi rapidement, alors tu te demandes ce qu'il va faire. Puis la confiance grandit, tu gagnes tes premiers duels et tu ne penses même plus à qui est devant toi, que ce soit Ribéry ou Alaba. Alors je fais juste mon truc en les empêchant de passer devant moi ». Lors du troisième match de l'Ajax en Ligue des champions, il réalise un nouvel exploit en marquant le seul but du match face au Benfica Lisbonne à la dernière minute, rapprochant l'Ajax Amsterdam d'une première qualification en huitième de finale de Ligue des champions depuis treize ans. Le 12 décembre 2018, à l'occasion du match retour de Ligue des champions face au Bayern Munich, Mazraoui est titularisé sous les yeux des scouts de Manchester United. Le joueur fait une prestation remarquable avec un score final de 3-3. En octobre 2018, il est courtisé avec Frenkie de Jong et Matthijs de Ligt par le club catalan du FC Barcelone ainsi que le Valence CF,. Cependant, le Marocain déclare ouvertement vouloir terminer la saison, voir, prolonger son contrat avec l'Ajax Amsterdam, espérant bâtir une place de titulaire indiscutable dans l'effectif type et de ne pas prendre des décisions rapides dans sa carrière.

Schéma de jeu de l'Ajax en finale de Coupe des Pays-Bas 2018-2019 face au Willem II, Mazraoui dans le milieu.

À la fin de 2018 et au début de 2019, le joueur marque ses premiers buts officiels. Le 16 décembre 2018 il est titularisé pour un match de championnat face à De Graafschap. Il marque son premier but en Eredivisie et délivre une passe décisive à Hakim Ziyech (victoire, 8-0). Il célèbre son but avec un hommage à son ancien coéquipier Abdelhak Nouri, plongé dans un coma artificiel depuis juillet 2017. Le 20 janvier 2019, il réalise l'une de ses plus grandes prestations dans un match de championnat face au SC Heerenveen. Il est élu pour la première fois homme du match sur un résultat qui s'achève sur un score final de 4-4. Cinq jours plus tard, le 25 janvier 2019, il inscrit son premier but en Coupe des Pays-Bas face au SC Heerenveen. L'entraîneur l'avait titularisé dans le milieu en duo avec Frenkie de Jong (victoire, 3-1). Le 13 février 2019, étant meilleur buteur ajacide en Ligue des champions, il est titularisé pour les huitièmes de finale face au Real Madrid (défaite, 1-2). Âgé alors seulement de 21 ans, Mazraoui est énormément félicité pour sa prestation au plus haut niveau du football européen. Le 10 mars 2019, Noussair Mazraoui prolonge son contrat avec l'Ajax jusqu'en 2022. Le 31 mars 2019, il dispute un match décisif face au PSV Eindhoven permettant à l'Ajax de se classer dans le haut du classement de l'Eredivisie. Lors de ce match, il vécut l'un des pires moments de sa carrière en sortant du terrain sur un carton rouge après une faute sur l'adversaire. Deux minutes après son expulsion, il voit le PSV égaler le score. Cependant, le match sera remporté par l'Ajax sur une victoire de 3-1. En avril, il élimine la Juventus FC et atteint les demi-finales de la Ligue des champions. Le 8 mai 2019, il voit sa qualification en finale s'envoler après une défaite de 2-3 face à Tottenham (score cumulé, 3-3). En mai, il remporte pour la première fois la Coupe des Pays-Bas sur une victoire de 0-4 face à Willem II Tilburg.
Le joueur commence la saison titulaire avec l'Ajax Amsterdam jusqu'en septembre où il se blesse en équipe nationale du Maroc des olympique dans un match l'opposant face au Mali olympique. Le joueur est écarté des terrains pendant trois semaines avant de faire son retour un mois et demi plus tard. Son absence est pallié par Sergiño Dest, un jeune joueur issu du centre de formation de l'Ajax. Dest se révèle sur la scène néerlandaise en faisant de remarquables prestations. Dès le retour de blessure de Noussair Mazraoui, le Marocain dispute la majorité de ses matchs dans le poste de no 6 dans un rôle de milieu récupérateur. En mi-décembre, il se blesse à nouveau. Lors de son retour en janvier, il entre seulement quatre fois en jeu avant qu'un terme soit mis à la saison 2019-2020 de l'Eredivisie en raison de la pandémie de coronavirus. Bien que l'Ajax soit classée première au classement, le championnat ne sera gagné par aucune équipe. En fin de saison, Noussair Mazraoui est courtisé par l'AS Rome, la Lazio Rome et l'AC Milan.
En août 2020, il se retrouve confronté à une concurrence avec Dest. Mazraoui parvient - grâce à un travail de récupération - quand même à tenir sa place de titulaire indiscutable dans le poste de latéral droit. Quant à Dest, il retrouve le banc de l'Ajax Amsterdam. Le 1er octobre 2020, Sergiño Dest signe au FC Barcelone et l'Ajax recrute Sean Klaiber pour palmer la doublure de Noussair Mazraoui. Le 25 novembre 2020, Noussair Mazraoui marque son premier but de la saison en Ligue des champions contre le FC Midtjylland (victoire, 3-1). Il fait également face au Liverpool FC et l'Atalanta Bergame. L'Ajax termine la phase de groupe à la troisième place, parvenant tout-de-même à se qualifier en Ligue Europa. Le 13 février 2021, à l'occasion d'un match de championnat contre le Heracles Almelo, il quitte le terrain blessé à l'œil à la 72e minute, remplacé par Devyne Rensch (victoire, 0-2). Quelques jours plus tard, après un test médical, Noussair Mazraoui est contraint d'être mis de côté pendant plusieurs semaines. La blessure semble plus grave que prévu et la vue de Noussair Mazraoui est endommagée. L'international marocain rate alors la double confrontation choc contre le LOSC Lille en Ligue Europa ainsi que la trêve internationale en fin mars. L'Ajax Amsterdam parviendra tout-de-même à se qualifier en huitièmes de finales de l'Europa League sur un score cumulé de 4-2. L'Ajax est éliminé en quarts de finales par l'AS Rome dans une absence complète de Noussair Mazraoui (score cumulé : défaite, 3-2). Le 4 avril 2021, son entraîneur Erik ten Hag annonce que Noussair Mazraoui serait de retour à l'entraînement. Le 10 avril, Noussair Mazraoui réapparaît à l'entraînement de l'Ajax Amsterdam, portant une paire de lunettes à la suite de ses problèmes oculaires. Le 18 avril, à l'occasion de la finale de la Coupe des Pays-Bas, Noussair Mazraoui fait officiellement partie de l'effectif et commence le match sur le banc face au Vitesse Arnhem. Il remporte pour la deuxième fois la Coupe des Pays-Bas après une victoire de son équipe sur le score de 2 à 1 au Stade Feijenoord. Le 22 avril 2021, il fait officiellement son retour sur les terrains néerlandais en remplaçant Devyne Rensch à la 80e minute dans un match de championnat contre le FC Utrecht (match nul, 1-1). Le 25 avril 2021, à l'occasion d'un match de championnat contre l'AZ Alkmaar, Noussair Mazraoui entre en jeu et dispute son centième match avec l'équipe première de l'Ajax Amsterdam et fait son entrée dans le Club des Cent. Le 2 mai 2021, il remporte officiellement le titre des Pays-Bas après une victoire de 4-0 contre le FC Emmen, dans laquelle il entre en jeu à la 67e minute à la place de Devyne Rensch. Le 9 mai, il est pour la première fois titularisé depuis sa blessure lors d'un match de championnat contre le Feyenoord Rotterdam (victoire, 3-0). Il est remplacé à la 46e minute à la place de Perr Schuurs suite un changement de système d'Erik ten Hag, après qu'Edson Álvarez ait empoché un carton rouge. Le 16 mai 2021, à l'occasion du dernier match de la saison de l'Ajax Amsterdam contre le Vitesse Arnhem, il est mis de côté par l'entraîneur et passe 90 minutes assis sur le banc (victoire, 1-3). Il termine la saison à la première place du championnat avec 88 points devant le PSV Eindhoven (72 points) et l'AZ Alkmaar (71 points). Il comptabilise un nombre de 28 matchs disputés dont 19 en championnat, 6 en compétition européenne et un en Coupe des Pays-Bas. Le 7 août 2021, il dispute la finale de la Supercoupe des Pays-Bas face au PSV Eindhoven (défaite, 0-4). Après de nombreuses blessures, il dispute enfin 90 longues minutes lors d'un match officiel et termine la rencontre en tant que meilleur joueur du côté ajacide.

##### 2021-2022: La saison de la confirmation
Le 14 août 2021, il dispute son premier match de la saison face au NEC Nimègue. Lors de ce match, il délivre une passe décisive à Sébastien Haller, avant de marquer un but sur une passe décisive de Dušan Tadić (victoire, 5-0). Le 29 août 2021, il livre une prestation remarquable en livrant une passe décisive à Antony en championnat face au Vitesse Arnhem (victoire, 5-0). Le 15 septembre 2021, il dispute son premier match de Ligue des champions de la saison face au Sporting CP et délivre une passe décisive sur le cinquième but de l'Ajax Amsterdam inscrit par Sébastien Haller (victoire, 1-5). Le 18 septembre 2021, il marque son deuxième but de la saison face au Cambuur Leeuwarden (victoire, 9-0) et son troisième but, trois jours plus tard face au Fortuna Sittard (victoire, 0-5). Ses prestations remarquables lui valent beaucoup d'intérêt dans la presse sportive néerlandaise, évoquant une prolongation de Noussair Mazraoui à l'Ajax, révélant également que Mino Raiola serait le nouvel agent du joueur, information approuvé par le joueur même au micro d'ESPN après le match face au Fortuna Sittard. Le 25 septembre 2021, il marque son quatrième but de la saison face au FC Groningue (victoire, 3-0). Le 19 octobre 2021, Noussair Mazraoui réalise une remarquable prestation face au Borussia Dortmund, marquant l'histoire de la Ligue des champions avec une victoire de 4-0 à la Johan Cruyff Arena. Lors du match retour, il réalise à nouveau une prestation remarquable en battant le Borussia Dortmund 1-3, se qualifiant ainsi en huitième de finale de la Ligue des champions. Sa connexion avec l'ailier droit Antony fait alors beaucoup parler de soi dans la presse néerlandaise. Le 7 décembre 2021, Noussair Mazraoui remporte son dernier match des phases de groupe face au Sporting CP (victoire, 4-2), terminant la campagne avec 18 points sur 18, soit, la huitième équipe de l'histoire de la Ligue des champions à réaliser un tel parcours. Le 23 janvier 2022, il marque un but remarquable face au PSV Eindhoven sur une frappe lointaine (victoire, 2-1). Le 23 février 2022, il livre une remarquable prestation en huitième de finales aller de Ligue des champions contre le Benfica Lisbonne. Il livre une passe décisive au premier but inscrit par Dušan Tadić et est élu homme du match (match nul, 2-2). Eliminé au match retour sur une défaite de 0-1 à la Johan Cruyff Arena, Noussair Mazraoui termine la Ligue des champions en étant classé à la septième place des joueurs flashés sur le terrain (36,5 km par heure).
En mars 2022, Noussair Mazraoui anime la presse sportive sur un possible départ en direction du FC Barcelone ou du Bayern Munich. En interview avec ESPN, le joueur confirme l'intérêt du FC Barcelone en mentionnant Dani Alves comme son latéral droit préféré. Le 5 mai 2022, il passe officiellement sa visite médicale au Bayern Munich. Le 11 mai 2022, il dispute son dernier match à domicile avec l'Ajax Amsterdam face au SC Heerenveen (victoire, 5-0). À sa sortie de jeu à la 57e minute, il reçoit une ovation de la part des supporters amstellodamois. En fin de match, il remporte est couronné champion des Pays-Bas avec l'Ajax et révèle au micro d'ESPN qu'il jouera au Bayern Munich la saison prochaine. Un jour après son sacre, le quotidien NOS publie un rapport, classant Noussair Mazraoui meilleur joueur ajacide de la saison avec une note de 8 sur 10, côte à côte avec son coéquipier Jurriën Timber.

#### Bayern Munich

##### 2022-2023: Champion d'Allemagne
Le 24 mai 2022, le Bayern Munich communique sur son site officiel et ses réseaux sociaux la présentation officielle de Noussair Mazraoui. Le joueur pose avec Hasan Salihamidžić avec un maillot où il est révélé d'une signature allant jusqu'en mi-2026. Il s'engage librement pour un salaire annuel de 8 millions d'euros, devenant ainsi le deuxième international marocain de l'histoire à signer au Bayern Munich, après Mehdi Benatia (2014-2016).
Le 8 juillet 2022, il participe à son premier entraînement avec le Bayern Munich sous l'entraîneur Julian Nagelsmann en compagnie d'autres recrues tels que Sadio Mané et Ryan Gravenberch. Le 20 juillet 2022, il prend part à son premier match sous le maillot du Bayern à l'occasion d'un amical face au D.C. United à Audi Field (victoire, 2-6), portant le no 40 qu'il garde tout au long de la saison. Quelques jours plus tard, il entre en jeu à la mi-temps à l'occasion d'un match amical de présaison face à Manchester City (défaite, 0-1). Le 30 juillet 2022, il dispute son premier match officiel avec le Bayern à l'occasion de la finale de la Supercoupe d'Allemagne face au RB Leipzig, entre en jeu à la 78e minute à la place de Benjamin Pavard et remporte la coupe grâce à une victoire de 3-5 au Red Bull Arena. Le 5 août 2022, il dispute son premier match en Bundesliga en remplaçant Benjamin Pavard à la 82e minutee face à l'Eintracht Francfort (victoire, 1-6). Le 10 septembre 2022, il reçoit sa première titularisation en Bundesliga face à VfB Stuttgart et délivre une passe décisive sur le deuxième but du Bayern Munich inscrit par Jamal Musiala (match nul, 2-2). Le 13 septembre 2022, il entre en jeu à la 21e minute en remplaçant Benjamin Pavard, blessé et fait ses premières minutes en Ligue des champions sous la tunique du Bayern Munich face au FC Barcelone (victoire, 2-0). Le 4 octobre 2022, il reçoit sa première titularisation en Ligue des champions et dispute 90 minutes face au FC Viktoria Plzeň (victoire, 5-0). En fin octobre, son concurrent Benjamin Pavard entre en conflit avec le club après avoir enchaîné deux matchs sur le banc, dont un match de phase de groupe face au FC Barcelone pendant que l'entraîneur révèle que la position principale de latéral droit est désormais entre les mains de Noussair Mazraoui, grâce à ses remarquables prestations.
En janvier 2023, le Bayern Munich annonce l'absence de Mazraoui de toutes compétitions pendant plusieurs semaines en raison d'une péricardite qui fait suite à une infection du joueur au SARS-CoV-2 durant la Coupe du monde 2022. Le 8 mars 2023, il fait officiellement son retour sur le banc du Bayern Munich à l'occasion des huitièmes de finale de la Ligue des champions contre le Paris Saint-Germain FC (victoire, 2-0). Trois jours plus tard, il entre en jeu à la 78e minute en remplaçant Alphonso Davies contre le FC Augsbourg (victoire, 5-3). Le 25 mars, son entraîneur Julian Nagelsmann est viré pour être remplacé par le nouvel entraîneur Thomas Tuchel. En avril, le Bayern est éliminé par Manchester City en quarts de finale de la Ligue des champions, sans pour autant que Mazraoui ne fasse une entrée en jeu (score cumulé : défaite, 4-1). Le 22 avril, à la suite d'une blessure en début de match d'Alphonso Davies, Mazraoui entre en jeu à la neuvième minute du match et livre une remarquable prestation contre le FSV Mayence, malgré une défaite de 3-1. À la suite de nombreuses blessures, Mazraoui enchaîne les titularisations en fin de saison, délivrant une passe décisive contre Werder Brême (victoire, 1-2) et inscrivant un but contre Schalke 04 (victoire, 6-0). Le 27 mai, à l'occasion de la dernière journée de Bundesliga, Mazraoui est titularisé contre le FC Cologne. À la suite d'un match nul du Borussia Dortmund, le Bayern rattrape le premier du classement à quelques minutes de la fin du match, inscrivant le but victorieux à la 89e minute du match,.

##### 2023-2024
Le 12 août 2023, il dispute la Supercoupe d'Allemagne en entrant en jeu à la 46e minute à la place de Benjamin Pavard à l'Allianz Arena (défaite, 0-3). Le 18 août, Mazraoui dispute la première journée du championnat en tant que titulaire contre le Werder Brême (victoire, 0-4). Faisant de nouveau un retour sur le banc à cause de la concurrence avec Konrad Laimer, son entraîneur Thomas Tuchel déclare le 22 septembre lors d'une conférence de presse d'avant-match : « Mazraoui doit se battre, se battre et se battre encore. Il doit être là quand l'occasion se présentera et rester positif. Konrad Laimer a désormais un avantage. Nous n'avons pas besoin de parler de ses qualités ou de sa vision du jeu, c'est un joueur de premier ordre absolu. ». Un jour plus tard, le 23 septembre, Mazraoui est tout-de-même titularisé en championnat contre le VfL Bochum, délivrant une passe décisive sur le dernier but inscrit par Harry Kane (victoire, 7-0).
Il termine la saison 2023-2024 à la troisième place de la Bundesliga derrière le Bayer 04 Leverkusen et le VfB Stuttgart.

#### Manchester United

##### 2024-2025
Le 13 août 2024, Mazraoui signe pour quatre ans plus une année en option à Manchester United contre une indemnité de 15 millions d'euros versé au Bayern Munich,.

### Carrière internationale

#### Entre les Pays-Bas et le Maroc (2013-2018)
En 2013, il est présent sur une liste des joueurs présélectionnés avec les Pays-Bas -15 ans pour un match amical face à l'Estonie. Cependant, il ne figure pas sur la liste définitive.

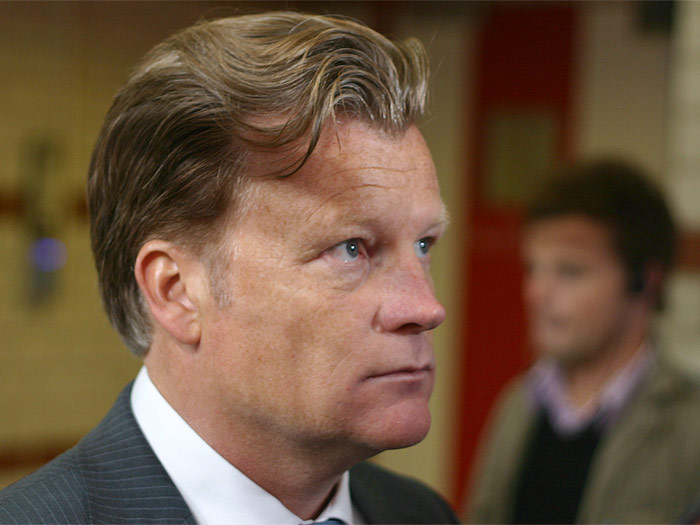
Mark Wotte, entraîneur de Mazraoui avec le Maroc -20 ans.

À l'occasion d'un stage au Portugal pour une double confrontation face au Portugal -20 ans, l'entraîneur néerlandais Mark Wotte fait pour la première fois appel à Noussair Mazraoui. Avec la promotion d'Achraf Hakimi en équipe première du Maroc, le poste de latéral droit est libéré pour Noussair Mazraoui. Mark Wotte décide de laisser Mazraoui sur le banc pour le premier match qui se solde par une défaite. Lors du deuxième match, il le titularise pour la première fois dans un match qui se solde par un match nul. Lors de son troisième match, il prend part à une large défaite de 0-4 face à l'équipe d'Italie -20 ans dans un match amical. Il entre en jeu à la 82e minute à la place de Hamza Hannouri. Cependant, Sofian Kiyine, Amine Bassi, Achraf Dari et Youssef En-Nesyri prennent également part au match amical.
Le 17 mai 2018, son nom apparaît dans la liste marocaine des réserves (hors 23 joueurs) du Maroc pour la Coupe du monde 2018. Cependant, son choix définitif n'est toujours pas fait et reçoit en même temps une visite de Ronald Koeman, sélectionneur des Pays-Bas et de Nico-Jan Hoogma (nl), sélectionneur adjoint à Zeist autour d'une table pour la présentation d'un projet en sélection néerlandaise avec la participation de Noussair Mazraoui. Mazraoui déclare en interview avec De Telegraaf : « Monsieur Koeman m'a présenté un grand projet ambitieux en sélection néerlandaise. J'en suis vraiment reconnaissant et je me sens valorisé par son action. Les Pays-Bas sont mon pays mais le Maroc l'est aussi. Les gens qui me connaissent savent que je suis un Hollandais fier et un Marocain fier. Je suis né et j'ai grandi ici ». 
À cette époque, son concurrent direct en sélection néerlandaise est Denzel Dumfries et en sélection marocaine Achraf Hakimi. Le 29 août 2018, le quotidien néerlandais De Telegraaf annonce que Noussair Mazraoui aurait définitivement opté pour la sélection du Maroc. Trois jours plus tard, le célèbre journaliste Peter R. de Vries apparaît à l'antenne de la radio NPO 1 et déclare : « Je connais très bien Nous. Mon fils a joué avec lui dans la catégorie des jeunes. Dans les tribunes de l'Ajax Amsterdam, j'ai souvent entendu dire "Ce Marocain est bon", mais une fois que ce joueur élève le niveau, il devient d'un coup un grand joueur qui doit jouer pour les Pays-Bas? Noussair Mazraoui est le dernier joueur à avoir reçu son premier contrat professionnel à l'Ajax et n'a eu aucun intérêt dans la catégorie des jeunes néerlandais. Aujourd'hui, c'est devenu très facile d'accuser les footballeurs lorsqu'il s'agit d'un choix international ». 
Quant à son entraîneur Erik ten Hag, lors d'une conférence de presse, il explique à un journaliste qu'il s'agit d'un choix personnel qu'il a pris après de longues discussions avec sa famille et son agent. Cependant, le présentateur Johan Derksen a révèle son mécontentement lors d'une émission de télévision Veronica en déclarant : « Il est né et a grandi ici (Pays-Bas). Il a profité de tous nos systèmes sociaux et de nos centre de formations. Il finit par choisir un pays dans lequel jamais il aurait les chances que nous lui offrons ici. C'est incompréhensible »,.

#### Débuts sous Hervé Renard (2018-2019)
Le 2 septembre 2018, Noussair Mazraoui est présent sur la liste du Maroc concoctée par Hervé Renard aux dépens d'une liste néerlandaise de Ronald Koeman s'absentant du joueur néerlando-marocain. Le 8 septembre 2018, Noussair Mazraoui dispute son premier match de qualification à la Coupe d'Afrique 2019 face au Malawi au Stade Mohammed-V de Casablanca en entrant à la 70e minute à la place de Fayçal Fajr (victoire, 3-0),. Après ses débuts avec le Maroc, Noussair Mazraoui déçoit aux Pays-Bas à travers les médias sportifs néerlandais, qui considèrent que la KNVB (fédération néerlandaise) fait mal son travail avec les joueurs néerlandais d'origine étrangère, et plus particulièrement les Marocains,. Le joueur quant à lui, déclare : « Quand j'étais en contact avec Ronald Koeman, j'avais déjà ce sentiment de choisir que le Maroc et rien d'autre. Au passé, le Maroc m'a donné beaucoup d'opportunités et a montré beaucoup d'intérêts pour moi. Lors de ces trois ans que j'ai évolué avec le Maroc, les Pays-Bas n'avaient jamais montré d'intérêts pour moi. Si quelqu'un place un pistolet sur ma tête et me demande les Pays-Bas ou le Maroc, ça sera pour moi sans aucune hésitation le Maroc ». 
À la suite de cette nouvelle très parlante, des idées de politiciens et d'analystes sont émis à la fédération néerlandaise pour endurcir les règles à propos des joueurs marocains des Pays-Bas, comptant jouer pour le Maroc à l'avenir. En substance, les jeunes joueurs doivent exprimer leur choix de jouer soit pour les Pays-Bas ou le Maroc avant d’évoluer avec les U13 et les divisions supérieures. Cette idée n'a cependant jamais été prise au sérieux par la fédération néerlandaise. À l'occasion de son deuxième match, prévu face aux Comores le 13 octobre 2018, le joueur se blesse et doit décliner la convocation de Hervé Renard.

#### Coupe d'Afrique 2019
Le 16 novembre 2018, Noussair Mazraoui reçoit sa première titularisation sous Hervé Renard lors d'un match crucial face au Cameroun. Le sélectionneur français décide de laisser jouer le Marocain pendant 90 minutes dans un match où le score se solde par une victoire de 2-0, qualifiant le Maroc à la Coupe d'Afrique 2019. Quatre jours plus tard, il entre en jeu à la 85e minute, remplaçant Nordin Amrabat dans un match amical face à la Tunisie à Radès (victoire, 0-1). Il retourne au Maroc en mars 2019 pour un match amical face à l'Argentine au Grand Stade de Tanger. Lors de ce match, il livre une remarquable prestation malgré une défaite de 1 à 0 en faveur des Argentins. En juin 2019, il figure dans la liste des joueurs convoqués pour participer à la Coupe d'Afrique des nations 2019. Après une série de trois victoires dans la phase des poules de la CAN 2019, il est éliminé de la compétition en huitième-de-finales face au Bénin après une séance de tirs au but (1-1).
Il est rappelé en septembre 2019 par Patrice Beaumelle, nouveau sélectionneur de l'équipe du Maroc olympique pour une double confrontation face au Mali olympique dans le cadre des qualifications à la Coupe d'Afrique 2019 -23 ans. Dès le match aller au Grand Stade de Marrakech, il sort sur blessure, ratant le match retour à Bamako. Le Maroc olympique ne parviendra pas à se qualifier dans la compétition.

#### Altercation avec Vahid Halilhodžić (2019-2022)
En novembre 2019, il est sélectionné pour la première fois par le nouveau sélectionneur Vahid Halilhodžić. Il participe en tant que titulaire à deux matchs de qualifications à la Coupe d'Afrique 2021 face à la Mauritanie et le Burundi. Le 19 novembre 2019, il marque son premier but sous les couleurs du Maroc à Bujumbura face au Burundi (victoire, 0-3). Le 25 mars 2021, le Maroc se qualifie automatiquement à la Coupe d'Afrique 2021 après un match nul de 0-0 contre la Mauritanie. L'équipe du Maroc termine à la première place de son groupe composée de la Mauritanie, du Burundi et de la République centrafricaine. Noussair Mazraoui dispute en total deux matchs qualificatifs, ratant les quatre autres matchs à la suite de blessures endurées en club. Son absence est palliée par sa doublure Issam Chebake.
En mai 2021, le sélectionneur Vahid Halilhodžić affiche sa liste des 26 sélectionnés pour deux matchs amicaux contre le Ghana (8 juin) et le Burkina Faso (12 juin). Noussair Mazraoui est à nouveau absent de la liste. Lors de la conférence de presse, l'entraîneur déclare que Noussair Mazraoui aura beaucoup de difficultés à retrouver la sélection nationale. Ne détaillant pas assez les motifs de son absence, la presse marocaine estime qu'un conflit disciplinaire a eu lieu entre le joueur et l'entraîneur lors de la période internationale d'octobre 2020. Le sélectionneur fait alors appel au latéral droit Ayoub El Amloud. Dans la trêve internationale de septembre 2021, c'est le nouveau joueur Sofiane Alakouch qui est appelé à la place de Noussair Mazaoui.
Le 21 septembre 2021 après le match face au Fortuna Sittard, Noussair Mazraoui explique au micro d'ESPN à propos de ses non-convocations avec l'équipe du Maroc : « C'est une discussion difficile. Le sélectionneur ne veut pas de nous (Hakim Ziyech) en sélection. Je ne suis pas une personne difficile. C'est son choix. Ca fait mal, tu veux jouer pour ton pays et pour les supporters marocains. C'était un choix que j'avais fait par le passé. Si l'entraîneur ne veut pas. Je peux dire ou faire ce que je veux, ça n'y changera rien. Je serai toujours prêt à reporter le maillot de la sélection. Je n'ai juste jamais eu d'explication sur cette décision du coach ». Le 30 septembre 2021, l'entraîneur Vahid Halilhodžić publie à nouveau une liste avec un Noussair Mazraoui manquant. Le sélectionneur bosnien avoue ne pas avoir sélectionné le latéral droit pour avoir simulé une blessure afin de ne pas jouer un match, faisant référence à la rencontre face à la République centrafricaine datant de novembre 2020. L'entraîneur révèle également regretter de ne pas avoir rayé le nom de l'international marocain bien avant. Le 9 novembre 2021, Noussair Mazraoui apparaît dans l'émission 'Bij Andy in de Auto' avec l'ex-footballeur Andy van der Meyde et explique les raisons pourquoi il est boycotté par le sélectionneur bosnien.

« C'était pendant la période de corona. J'étais convoqué en sélection marocaine et l'Ajax refusait de me libérer, sinon des sanctions auraient été appliquées. Si je n'avais pas été au rassemblement en équipe nationale, j'aurais également été sanctionné. Après avoir négocié avec l'Ajax pendant trois jours, ils m'ont finalement laissé partir et j'ai directement pris mon vol vers le Maroc. Je suis arrivé trois jours en retard. Quand je suis arrivé au Maroc, j'ai directement rejoint le groupe à l'entraînement. L'entraîneur était très en colère contre moi. Toutes les cinq minutes, nous sommes censés faire une pause pour boire de l'eau car il fait chaud. A un moment donné, j'avais tellement bu d'eau que je n'avais plus l'envie de boire. C'est à ce moment que le sélectionneur est venu et m'a obligé à boire. Je lui ai expliqué que je n'avais plus soif, tout en le remerciant. Il ne voulait rien savoir et voulait absolument que je boive, sinon je risquais d'être viré de l'entraînement. Romain Saïss est directement intervenu en me donnant une bouteille. Je l'ai ouverte et versé un peu d'eau sur le sol pour lui faire comprendre que je n'avais vraiment pas soif. J'ai directement été viré de l'entraînement. Dans les coulisses, j'ai eu une discussion avec lui, qui de son côté, était très en colère. Il était très énervé, mais je l'étais également car j'avais passé trois jours à négocier l'accord de mon club pour mon voyage vers le Maroc. On a terminé la discussion. Pour moi, c'était réglé. Mais pour finir, il ne m'a plus jamais appelé en sélection. »

— Noussair Mazraoui, le 9 novembre 2021 dans l'émission Bij Andy in de Auto avec Andy van der Meyde
Le 23 février 2022, à l'occasion de l'après-match de Ligue des champions face à Benfica Lisbonne (match nul, 2-2), il est interviewé par BeIn Sports sur la question de la sélection nationale. Il déclare : « J'aimerais revenir car je sais que les supporters le veulent. Des choses ridicules se sont passées entre le coach et moi, il n'y a aucune communication. Ce qui rend les choses plus difficiles. (...) Je dis aux supporters marocains que je veux vraiment jouer pour l'équipe nationale et je suis prêt ».

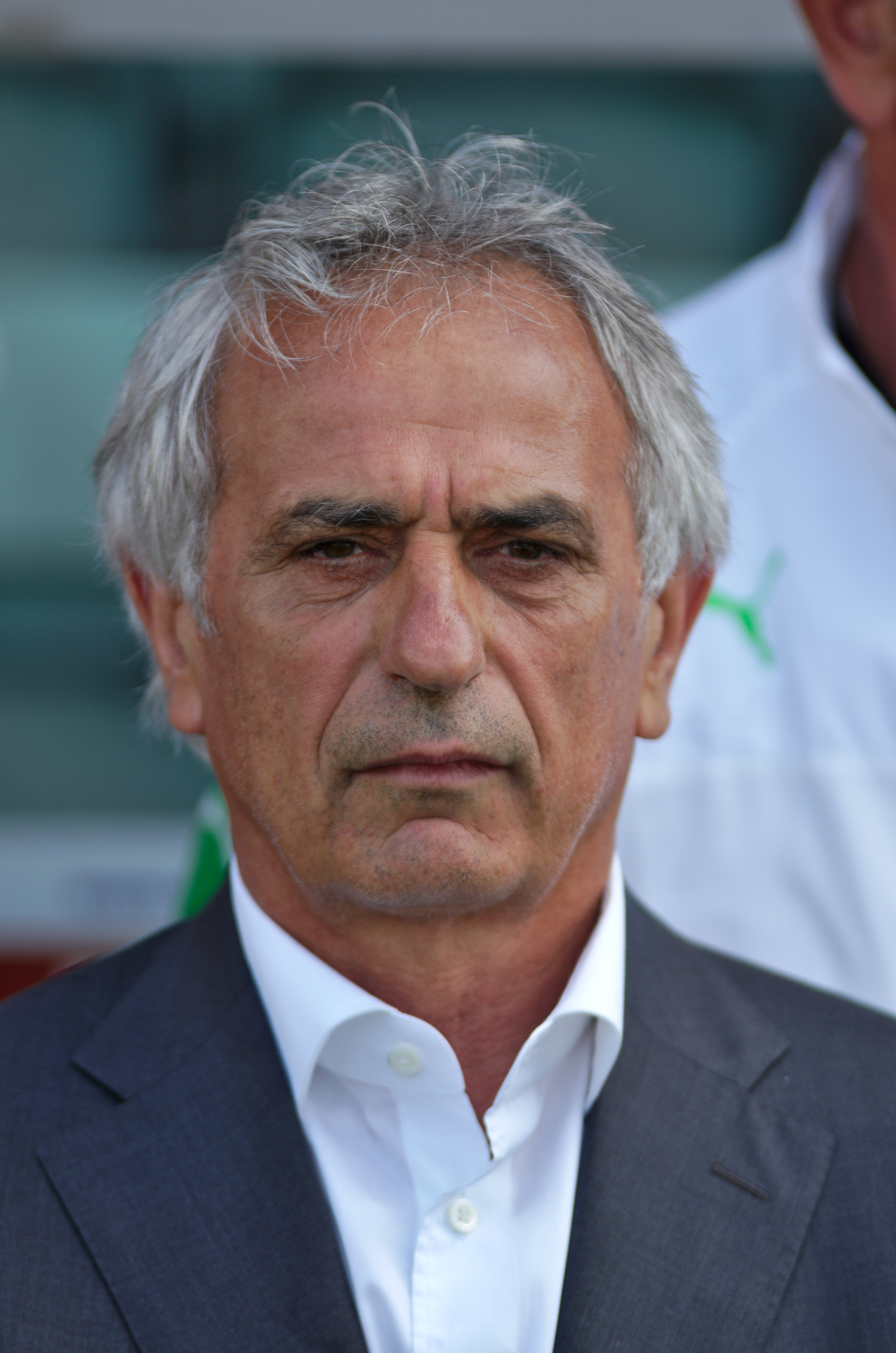
Vahid Halilhodžić empêche Mazraoui d'enfiler le maillot de la sélection marocaine.

Le 13 mai 2022, Vahid Halilhodžić se rend à Amsterdam pour une rencontre exclusive avec Noussair Mazraoui. Les deux hommes se réconcilient et posent ensemble en photo avec le drapeau marocain.

#### Retour en sélection et Coupe du monde 2022
Le 25 mai 2022, il est convoqué pour un match de préparation à la Coupe du monde 2022 face aux États-Unis ainsi que deux autres matchs qualificatifs à la CAN 2023 face à l'Afrique du Sud et au Liberia. Blessé, il s'entraîne à part et ne prend part à aucun des deux matchs. Le 12 septembre 2022, il reçoit une convocation du nouveau sélectionneur du Maroc Walid Regragui pour un stage de préparation à la Coupe du monde 2022 à Barcelone et Séville pour deux confrontations amicaux, notamment face au Chili et au Paraguay,. Le 23 septembre 2022, à l'occasion du premier match du sélectionneur Walid Regragui face au Chili au Stade Cornellà-El Prat, il est titularisé dans le poste de latéral gauche (à la suite d'une blessure d'Adam Masina) et dispute 90 minutes, avant que le terrain soit envahit par les supporters après le coup de sifflet final (victoire, 2-0),. Le 27 septembre 2022, à l'occasion du deuxième match de la trêve internationale face au Paraguay, il est titularisé et dispute 90 minutes au Stade Benito-Villamarín (match nul, 0-0).
Le 10 novembre 2022, il figure officiellement dans la liste des 26 joueurs sélectionnés par Walid Regragui pour prendre part à la Coupe du monde 2022 au Qatar. Le 23 novembre 2022, il est titularisé pour son premier match de compétition face à la Croatie et dispute 60 minutes avant de céder sa place à Yahya Attiatallah à la suite d'une blessure (match nul, 0-0). Contre la Belgique, il parvient à jouer le match 90 minutes et remporte le match sur le score de 2-0. Le Maroc valide son ticket pour les huitièmes de finale après une nouvelle victoire face au Canada (victoire, 2-1). Avec sept points, le Maroc termine à la tête du classement du groupe. En huitièmes de finale face à l'Espagne, il dispute 82 minutes. Ses coéquipiers atteignent la séance des penaltys (victoire, 3-0). En quarts de finale face au Portugal de Cristiano Ronaldo, Mazraoui est blessé et aussitôt remplacé par Yahya Attiatallah, titularisé et vainqueur grâce à une victoire de 1-0 signé Youssef En-Nesyri. Mazraoui et ses coéquipiers sont éliminés de la compétition en demi-finale face à la France (défaite, 2-0). Mazraoui déclare après le match avoir joué blessé le match contre la France. Le 17 décembre 2022, à l'occasion du dernier match des Marocains à la Coupe du monde pour la troisième place face à la Croatie, Mazraoui figure de nouveau sur le banc pour laisser place à Yahya Attiatallah (défaite, 2-1). En janvier 2023, le Bayern Munich, club de Mazraoui, annonce que son joueur a été infecté par le SARS-CoV-2 durant la compétition.
Le 20 décembre 2022, à l'occasion de son retour du Qatar, il est invité avec ses coéquipiers au Palais royal de Rabat par le roi Mohammed VI, le prince Hassan III et Moulay Rachid pour être officiellement décoré Ordre du Trône, héritant du grade officier,,,.  

#### Qualifications et Coupe d'Afrique 2023

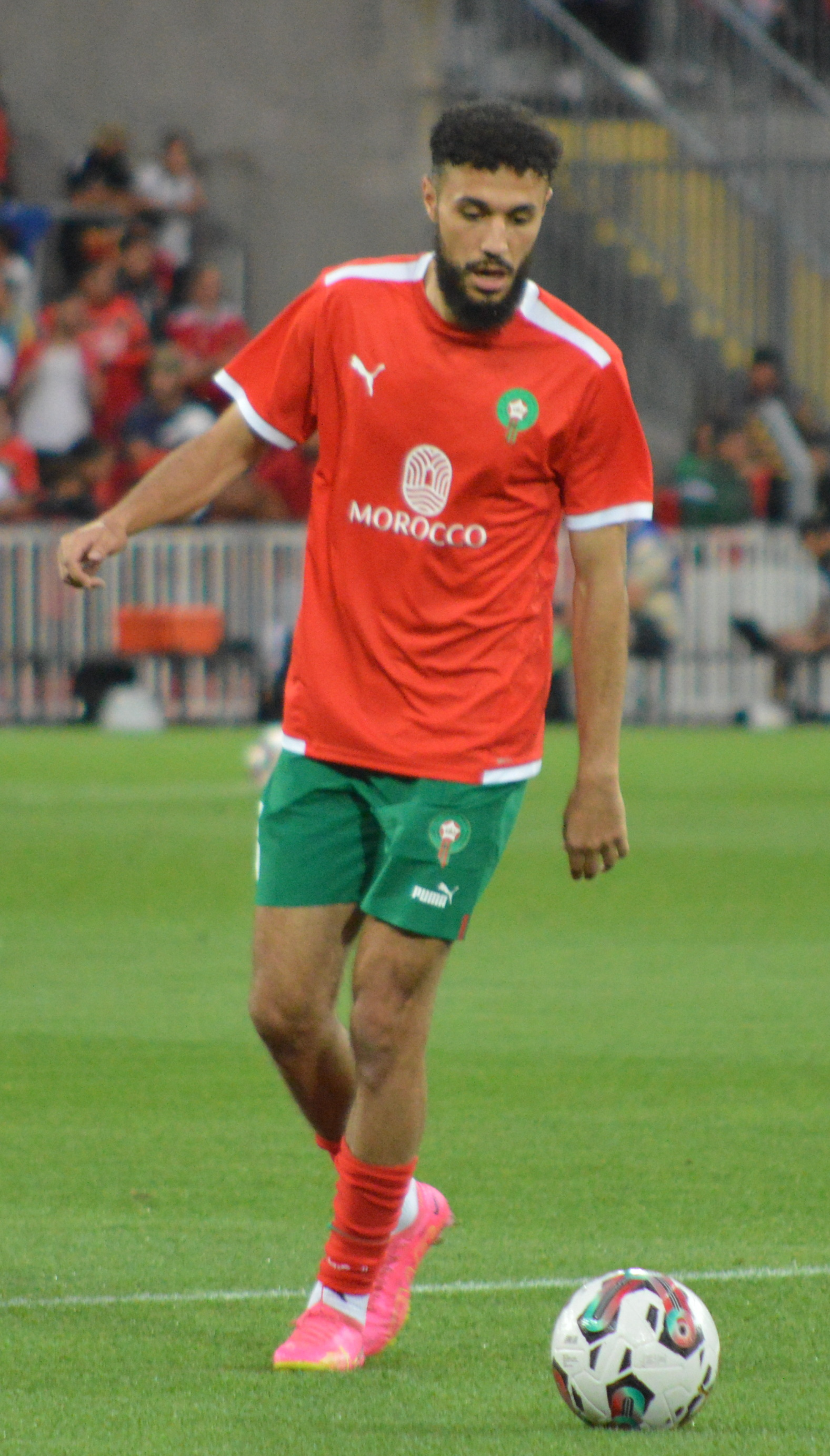
Mazraoui à l'échauffement avec le Maroc en 2023.

Le 25 mars 2023, les Marocains font leur retour à domicile et sont accueillis par 65.000 supporters au Stade Ibn-Batouta de Tanger à l'occasion d'un match amical face au Brésil (victoire, 2-1),,. Noussair Mazraoui dispute ce match en étant titularisé en première mi-temps dans le poste de latéral gauche, avant de changer de position en rejoignant le poste de latéral droit à la suite de la sortie d'Achraf Hakimi. Cette victoire du Maroc entre dans l'histoire et l'équipe du Maroc devient la première équipe arabe de l'histoire à battre le Brésil. Ce match bat également une audience record au sein de la population marocaine locale avec au moins 10 millions de téléspectateurs,. Trois jours plus tard face au Pérou, il est de nouveau titularisé et les Marocains font match nul au Stade Metropolitano de Madrid (0-0),.
Sélectionné en septembre 2023, le premier match contre le Liberia, entrant dans le cadre des qualifications à la CAN 2023 est annulé et reporté à la suite du séisme du Maroc,. Cependant, le deuxième match prévu en amical contre le Burkina Faso est maintenu et joué au Stade Bollaert-Delelis de Lens,. Lors de ce match, il est titularisé (victoire, 1-0),. 
Le 28 décembre 2023, il est retenu dans la liste des vingt-sept joueurs marocains sélectionnés par Walid Regragui pour disputer la Coupe d'Afrique des nations 2023,,. Arrivé blessé et en retard au Maroc pour rejoindre ses coéquipiers en Côte d'Ivoire, selon les choix du staff médical du Bayern Munich,,, Mazraoui est opérationnel à partir des huitièmes de finale des Marocains contre l'Afrique du Sud, face à laquelle il est titularisé et remplacé à la 76e minute par Yahia Attiat-Allah (défaite, 0-2),.

## Style de jeu
Noussair Mazraoui est considéré comme l'un des meilleurs arrière droit des années 2010. S'inspirant de Dani Alves, il cite : « Mon exemple ? Dani Alves. Ses qualités sont indiscutables. Mon style de jeu, qui est très offensif, s'inspire beaucoup de lui. »,. Joueur énergique et rapide, Mazraoui est réputé pour ses capacités défensives et offensives. Défenseur acharné et accrocheur, il se distingue par son anticipation et son sens du tacle. Sa vitesse et ses réflexes font qu'il est capable de revenir sur son adversaire même si celui-ci l'a passé une première fois. Très agressif sur le ballon, il est en revanche un joueur plutôt propre dans ses tacles, bien que souvent sanctionné de cartons jaunes. Il évolue classiquement au poste de défenseur latéral droit, mais peut également jouer au poste de milieu relayeur, son poste principal lors de sa période à Jong Ajax. Lors de la saison 2016-17, c'est avec Abdelhak Nouri qu'il forme un duo efficace dans le milieu ajacide, créant énormément d'occasions, permettant de faire des raids solitaire en contre-attaque. Il est d'ailleurs souvent titularisé par Erik Ten Hag dans cette position lors de la saison 2018-19. Le Marocain se distingue également par son dynamisme et sa capacité de parcourir de très longues distances lors des matches.
Redoutable dans son couloir, le latéral droit est la rampe de lancement numéro 1 de son compatriote, Hakim Ziyech. Leur entente est l’une des principales armes de l'équipe ajacide dans le côté droit. Il est ainsi le meilleur pourvoyeur de ballons de Ziyech (2018-2020), et plus tard d'Antony (2020-2022). Avec sa vitesse de course et sa créativité impressionnante, il permet à l'équipe d'attaquer facilement l'équipe adverse. Du haut de son mètre 83, il utilise souvent son physique pour contrer les attaquants adverses dans l'aile droite de sa défense.

## Statistiques

### En club
| Saison                | Club                  | Championnat           | Championnat | Championnat | Championnat | Coupe(s) nationale(s) | Coupe(s) nationale(s) | Coupe(s) nationale(s) | Supercoupe | Supercoupe | Supercoupe | Compétition(s) continentale(s) | Compétition(s) continentale(s) | Compétition(s) continentale(s) | Compétition(s) continentale(s) | Total | Total | Total |
| Saison                | Club                  | Division              | M.          | B.          | P.d.        | M.                    | B.                    | P.d.                  | M.         | B.         | P.d.       | Comp.                          | M.                             | B.                             | P.d.                           | M.    | B.    | P.d.  |
| 2016-2017             | Jong Ajax             | Jupiler League        | 33          | 6           | 0           | -                     | -                     | -                     | -          | -          | -          | -                              | -                              | -                              | -                              | 33    | 6     | 0     |
| 2017-2018             | Jong Ajax             | Jupiler League        | 22          | 6           | 3           | -                     | -                     | -                     | -          | -          | -          | -                              | -                              | -                              | -                              | 22    | 6     | 3     |
| 2019-2020             | Jong Ajax             | Jupiler League        | 1           | 0           | 0           | -                     | -                     | -                     | -          | -          | -          | -                              | -                              | -                              | -                              | 1     | 0     | 0     |
| Sous-total            | Sous-total            | Sous-total            | 56          | 12          | 3           | -                     | -                     | -                     | -          | -          | -          | -                              | -                              | -                              | -                              | 56    | 12    | 3     |
| 2017-2018             | Ajax Amsterdam        | Eredivisie            | 8           | 0           | 0           | -                     | -                     | -                     | -          | -          | -          | -                              | -                              | -                              | -                              | 8     | 0     | 0     |
| 2018-2019             | Ajax Amsterdam        | Eredivisie            | 28          | 1           | 1           | 3                     | 1                     | 1                     | -          | -          | -          | C1                             | 17                             | 2                              | 1                              | 48    | 4     | 3     |
| 2019-2020             | Ajax Amsterdam        | Eredivisie            | 13          | 0           | 0           | 1                     | 0                     | 0                     | -          | -          | -          | C1                             | 6                              | 0                              | 0                              | 20    | 0     | 0     |
| 2020-2021             | Ajax Amsterdam        | Eredivisie            | 19          | 0           | 1           | 1                     | 0                     | 0                     | -          | -          | -          | C1                             | 6                              | 1                              | 0                              | 26    | 1     | 1     |
| 2021-2022             | Ajax Amsterdam        | Eredivisie            | 25          | 5           | 2           | 1                     | 0                     | 0                     | 1          | 0          | 0          | C1                             | 8                              | 0                              | 2                              | 35    | 5     | 4     |
| Sous-total            | Sous-total            | Sous-total            | 93          | 6           | 4           | 6                     | 1                     | 1                     | 1          | 0          | 0          | -                              | 37                             | 3                              | 3                              | 137   | 10    | 8     |
| 2022-2023             | Bayern Munich         | Bundesliga            | 19          | 1           | 3           | 1                     | 0                     | 0                     | 1          | 0          | 0          | C1                             | 5                              | 0                              | 0                              | 26    | 1     | 3     |
| 2023-2024             | Bayern Munich         | Bundesliga            | 19          | 0           | 3           | 1                     | 0                     | 0                     | 1          | 0          | 0          | C1                             | 8                              | 0                              | 1                              | 29    | 0     | 4     |
| Sous-total            | Sous-total            | Sous-total            | 38          | 1           | 6           | 2                     | 0                     | 0                     | 2          | 0          | 0          | -                              | 13                             | 0                              | 1                              | 55    | 1     | 7     |
| 2024-2025             | Manchester United     | Premier League        | 37          | 0           | 1           | 6                     | 0                     | 0                     | -          | -          | -          | C3                             | 14                             | 0                              | 1                              | 57    | 0     | 2     |
| Total sur la carrière | Total sur la carrière | Total sur la carrière | 224         | 19          | 18          | 14                    | 1                     | 1                     | 3          | 0          | 0          | -                              | 64                             | 3                              | 5                              | 305   | 23    | 24    |

### En sélection
| Années                | Sélection             | Phases finales        | Phases finales | Phases finales | Phases finales | Éliminatoires | Éliminatoires | Éliminatoires | Éliminatoires | Amicaux | Amicaux | Amicaux | Total | Total | Total |
| Années                | Sélection             | Comp.                 | M.             | B.             | P.d.           | Comp.         | M.            | B.            | P.d.          | M.      | B.      | P.d.    | M.    | B.    | P.d.  |
| --------------------- | --------------------- | --------------------- | -------------- | -------------- | -------------- | ------------- | ------------- | ------------- | ------------- | ------- | ------- | ------- | ----- | ----- | ----- |
| 2018                  | Maroc                 | Coupe du monde 2018   | -              | -              | -              | CAN 2019      | 2             | 0             | 0             | 1       | 0       | 0       | 3     | 0     | 0     |
| 2019                  | Maroc                 | Coupe d'Afrique 2019  | 3              | 0              | 0              | CAN 2021      | 2             | 1             | 0             | 2       | 0       | 0       | 7     | 1     | 0     |
| 2020                  | Maroc                 | -                     | -              | -              | -              | CAN 2021      | 1             | 0             | 0             | 1       | 1       | 0       | 2     | 1     | 0     |
| 2021                  | Maroc                 | Coupe arabe 2021      | -              | -              | -              | CAN 2021      | -             | -             | -             | -       | -       | -       | 0     | 0     | 0     |
| 2021                  | Maroc                 | Coupe arabe 2021      | -              | -              | -              | CdM 2022      | -             | -             | -             | -       | -       | -       | 0     | 0     | 0     |
| 2022                  | Maroc                 | Coupe d'Afrique 2021  | -              | -              | -              | CdM 2022      | -             | -             | -             | 3       | 0       | 0       | 8     | 0     | 0     |
| 2022                  | Maroc                 | Coupe du monde 2022   | 5              | 0              | 0              | CAN 2023      | -             | -             | -             | 3       | 0       | 0       | 8     | 0     | 0     |
| 2023                  | Maroc                 | -                     | -              | -              | -              | CAN 2023      | 1             | 0             | 0             | 5       | 0       | 0       | 7     | 0     | 0     |
| 2023                  | Maroc                 | -                     | -              | -              | -              | CdM 2026      | 1             | 0             | 0             | 5       | 0       | 0       | 7     | 0     | 0     |
| 2024                  | Maroc                 | Coupe d'Afrique 2023  | 1              | 0              | 0              | CdM 2026      | -             | -             | -             | -       | -       | -       | 4     | 0     | 0     |
| 2024                  | Maroc                 | Coupe d'Afrique 2023  | 1              | 0              | 0              | CAN 2025      | 3             | 0             | 0             | -       | -       | -       | 4     | 0     | 0     |
| 2025                  | Maroc                 | Coupe d'Afrique 2025  | -              | -              | -              | CdM 2026      | 2             | 0             | 0             | -       | -       | -       | 2     | 0     | 0     |
| Total sur la carrière | Total sur la carrière | Total sur la carrière | 10             | 0              | 0              | -             | 11            | 1             | 0             | 12      | 1       | 0       | 33    | 2     | 0     |

Le tableau suivant liste les rencontres de l'équipe du Maroc dans lesquelles Noussair Mazraoui a été sélectionné depuis le 8 septembre 2018 jusqu'à présent.

### Buts internationaux
| Buts internationaux de Noussair Mazraoui | Buts internationaux de Noussair Mazraoui | Buts internationaux de Noussair Mazraoui            | Buts internationaux de Noussair Mazraoui | Buts internationaux de Noussair Mazraoui | Buts internationaux de Noussair Mazraoui | Buts internationaux de Noussair Mazraoui | Buts internationaux de Noussair Mazraoui | Buts internationaux de Noussair Mazraoui | Buts internationaux de Noussair Mazraoui |
| 0                                        | Date                                     | Lieu                                                | Compétition                              | Résultat                                 | Adversaire                               | Détail                                   | Détail                                   | Détail                                   | Sél.                                     |
| ---------------------------------------- | ---------------------------------------- | --------------------------------------------------- | ---------------------------------------- | ---------------------------------------- | ---------------------------------------- | ---------------------------------------- | ---------------------------------------- | ---------------------------------------- | ---------------------------------------- |
| 1er                                      | 19 novembre 2019                         | Stade du Prince Louis Rwagasore, Bujumbura, Burundi | Éliminatoires de la CAN 2021             | V 0-3                                    | Burundi                                  | 26e                                      | p. droit                                 | 1-0                                      | 10e                                      |
| 2e                                       | 13 octobre 2020                          | Complexe sportif Moulay-Abdallah, Rabat, Maroc      | Match amical                             | N 1-1                                    | République démocratique du Congo         | 45e                                      | p. gauche                                | 1-0                                      | 11e                                      |

## Palmarès

### En club
Formé à l'Ajax Amsterdam, Noussair Mazraoui est l'un des éléments les plus jeunes dans le noyau ajacide. Il remporte en 2017, la distinction du meilleur sportif d'Alphen-sur-le-Rhin, suivi du talent du mois de novembre en Eredivisie en 2018. En 2019, il réalise le triplé sous Erik ten Hag en remportant le championnat, la Coupe des Pays-Bas et la Supercoupe des Pays-Bas. Il participe également à la Ligue des champions de l'UEFA, atteignant les demi-finales face à Tottenham. Il termine son parcours en Ligue des champions en détenant le record du joueur ayant récupéré le plus de ballons en un match (58) dans l'édition 2018-2019 et figure dans le onze type de la deuxième journée de la Ligue des champions. Il remporte également le prix du meilleur talent de la saison de l'Ajax Amsterdam. En 2021, il réalise le doublé en remportant le championnat et la Coupe des Pays-Bas.
Avec le Bayern Munich, il remporte la Supercoupe d'Allemagne en 2022 et en est finaliste en 2023. Il gagne aussi la Bundesliga en 2023. Il reçoit en 2024 le prix du meilleur joueur du Manchester United du mois de novembre.
| Jong Ajax (1)                          | Ajax Amsterdam (6) | Bayern Munich (2)                                                                                     | Manchester United (0)                    |
| -------------------------------------- | --- | --- | ---------------------------------------- |
| - Eerste Divisie (1) - Champion : 2018 | - Championnat des Pays-Bas (3) - Champion : 2019, 2021, 2022 - Coupe des Pays-Bas (2) - Vainqueur : 2019, 2021 - Finaliste : 2022 - Supercoupe des Pays-Bas (1) - Vainqueur : 2019 - Finaliste : 2021 | - Bundesliga (1) - Champion : 2023 - Supercoupe d'Allemagne (1) - Vainqueur : 2022 - Finaliste : 2023 | - Ligue Europa (0) : - Finaliste en 2025 |

## Décorations
- Officier de l'ordre du Trône — Le 20 décembre 2022, il est décoré officier de l'ordre du Wissam al-Arch[128] — ordre du Trône[129] — par le roi Mohammed VI au Palais royal de Rabat[13].

## Vie privée
Noussair Mazraoui est marié dans les coutumes musulmanes marocaines, révèle le joueur-même en 2021 lors d'une interview avec Andy van der Meyde. Il déclare : « Je suis marié à une Marocaine d'ici (Pays-Bas). Nous avons les mêmes cultures, je trouve ça important. ».

### Polémique
Après un refus de Zakaria Aboukhlal (coéquipier en sélection) de porter un maillot floqué arc-en-ciel en soutien au mouvement des LGBT de la journée mondiale contre l'homophobie, la transphobie et la biphobie en France en mai 2023, Mazraoui apporte son soutien à son compatriote via ses réseaux sociaux en écrivant : « Dieu te bénisse mon frère », et s'attire les foudres du mouvement actif en Allemagne. Lors du match suivant du Bayern Munich contre le RB Leipzig à domicile, les ultras du club bavarois brandissent un drapeau arc-en-ciel en plus d’une banderole avec écrit : « Toutes les couleurs sont belles. À Toulouse, à Munich et partout. Respecte nos valeurs, Mazraoui ».
En octobre 2023, lors de la reprise du conflit israélo-palestinien, Noussair Mazraoui publie ouvertement sur son réseau social Instagram un verset du Coran qui dit : « Et ne pense pas qu'Allah néglige ce que font ceux qui commettent l'injustice. Il les retient seulement jusqu'au jour où leurs yeux seront glacés d'horreur », accompagné d'un drapeau palestinien. Selon le journal allemand Bild, cette action aurait affecté les dirigeants du club, du fait que cette publication ait fait son apparition quelques heures après celle de son coéquipier israélien Daniel Peretz qui avait écrit au peuple israélien : « Mon cœur est avec toutes les personnes. Restez forts et prenez bien soin de vous. Nous surmonterons également cela. »,. Alors que ses coéquipiers en sélection Hakim Ziyech, Zakaria Aboukhlal et Abdelhamid Sabiri montrent également leur soutien aux Palestiniens, les joueurs sont victimes d'un shadow-ban, il s'ensuit une nouvelle publication repostée par tous les joueurs : « Ils essayent de nous faire taire, c'est littéralement nous contre le monde! ».

### Humanitaire
Le 9 septembre 2023, alors qu'il se trouve à Agadir, il se présente exclusivement à l'hôpital avec ses coéquipiers de la sélection marocaine pour un don de sang pour les blessés du séisme au Maroc,,.

### Documentaires et interviews
- Mazraoui: 'Het kan snel gaan in het voetbal', YouTube, 2018
- Bij Andy in de auto, YouTube, 2018
- NOUSSAIR MAZRAOUI | "Ik kan vechten als het moet", Fox Sports, 2018
- Bij Andy in de auto part 2, YouTube, 2021
- Noussair Mazraoui over imam worden, ziekte aan het hart en de umrah, YouTube, 2023
- [vidéo] (ar) Série télévisée Dreamers diffusé en exclusivité sur Arryadia à partir du 6 juin 2023[139]
- [vidéo] (nl) Série télévisée Superleeuwen : Het Marokkaanse voetbalsprookje réalisé par Khalid Alterch et diffusé en exclusivité sur NPO 3 à partir du 26 juin 2023[140]

### Sources
- Nabil Djellit, « Noussair Mazraoui, la jeune promesse du Maroc et de l'Ajax Amsterdam », France Football,‎ 5 octobre 2018 (lire en ligne)
- Alexandre Aflalo, « Dix choses à savoir sur Noussair Mazraoui, le latéral du Maroc et de l'Ajax Amsterdam », France Football,‎ 28 juin 2019 (lire en ligne)
- Camille Belsoeur, « CAN 2019 : Mazraoui et Ziyech, un duo marocain à l’accent néerlandais », Jeune Afrique,‎ 20 juin 2019 (lire en ligne)
- Nabil Djellit, « Maghreb FC, le blog de Nabil Djellit : Noussair Mazraoui (Ajax Amsterdam), l'autre Achraf Hakimi », L'Équipe,‎ 15 avril 2022 (lire en ligne)